# Orthotylus adenocarpi
Orthotylus adenocarpi is een wants uit de familie van de blindwantsen (Miridae). De soort werd het eerst wetenschappelijk beschreven door Jean Pierre Omer Anne Édouard Perris in 1857.

## Uiterlijk
De redelijk ovale, blauwgroene wants is altijd macropteer (langvleugelig) en kan 3,5 tot 4,5 mm lang worden. Het lichaam is licht behaard. het doorzichtige gedeelte van de verder blauwgroene vleugels is grijsachtig. De steeksnuit (rostrum) wordt meestal onder het lichaam gehouden en komt dan tot aan de middelste poten. De pootjes zelf zijn groen, de antennes zijn helemaal geelachtig.
De soort lijkt sterk op de andere Nederlandse soorten uit het genus Orthotylus zoals Orthotylus concolor en Orthotylus virescens. Alle drie leven ze op brem, dus dit geval kan de waardplant ook geen uitsluitsel geven maar Orthotylus virescens heeft een duidelijk kortere steeksnuit dan de andere twee soorten.

## Leefwijze
De soort overwintert als eitje en kent een enkele generatie per jaar. De volgroeide dieren kunnen van juni tot september gevonden worden in droge, kalkarme gebieden op brem (Cytisus scoparius) waar ze leven van het sap van de plant en jagen op bladluizen (Aphidoidea) en bladvlooien (Psyllidae).

## Leefgebied
In Nederland is de soort niet zeldzaam en de soort komt ook voor in de rest van Europa.